# Zdeněk Šajtar
Zdeněk Šajtar (* 9. dubna 1958) je bývalý fotbalista, obránce/záložník.

## Fotbalová kariéra
Hrál za Slávii Praha, Bohemians Praha a Baník Ostrava. V lize odehrál 122 utkání a dal 15 gólů. Za olympijský výběr nastoupil ke 3 utkáním.